# Робертс, Фрэнк
Сэр Фрэнк Робертс (англ. Frank Kenyon Roberts; 27 октября 1907, Буэнос-Айрес, Аргентина — 7 января 1998, Кенсингтон, Лондон) — британский дипломат.
Учился в школах Bedales и Rugby, Тринити-колледже (1930, первый в классе по истории).
В Форин-офис с 1930 года.
В 1947—1949 годах главный личный секретарь министра иностранных дел Великобритании.
В 1954—1957 годах посол Великобритании в Югославии.
В 1960—1962 годах посол Великобритании в СССР.
В 1963—1968 годах посол Великобритании в ФРГ.
Рыцарь Великого Креста ордена Святых Михаила и Георгия (1963, рыцарь-командор 1956, кавалер 1946).
Рыцарь Великого Креста Королевского Викторианского ордена (1965).